# Daniel Colman
Niet te verwarren met Daniel Coleman, een Ghanese voetballer
Daniel "Dan" Colman (1991) is een Amerikaans professioneel pokerspeler. Hij won onder meer het $1.000.000 No Limit Hold'em - The Big One for One Drop-toernooi van de World Series of Poker 2014 (goed voor een hoofdprijs van $15.306.668,-) en het €98.000 + 2.000 No Limit Hold'em - Super High Roller-toernooi van de EPT Grand Final 2014 (goed voor $2.127.398,-). Colman verdiende tot en met mei 2021 meer dan $28.900.000,- in live pokertoernooien, cashgames en online-verdiensten niet meegerekend.

## Carrière

### Begin
Colman maakte naam in de pokerwereld als veelvoudig speler van één-tegen-één (heads up) partijen op de hoogste limieten op het internet. De eerste keer dat hij een geldprijs won op een professioneel livetoernooi was in 2008, toen hij vierde werd in het $5.000 + 200 No Limit Hold'em - HPT Main Event van de Heartland Poker Tour in Verona. Twee jaar later speelde hij zich voor het eerst in het geld op de World Series of Poker (WSOP), tijdens de World Series of Poker Europe-editie van 2010. Zijn eerste 'cash' op de World Poker Tour volgde op de Borgata Poker Open 2011, waarop hij tiende werd in het $3.300 + 200 No Limit Hold'em - Championship Event.

### 2014
Colmans grote live doorbraak vond plaats in 2014. Nadat hij in mei al ruim twee miljoen dollar won met zijn overwinning in het €98.000 + 2.000 No Limit Hold'em - Super High Roller-toernooi van de EPT Grand Final 2014, nam hij tijdens de World Series of Poker 2014 deel aan de tweede editie van het $1.000.000 No Limit Hold'em - The Big One for One Drop-toernooi, waarvoor hij $1.000.000,- inschrijfgeld betaalde. Colman overleefde 40 van de 41 andere deelnemers om vervolgens heads up ook Daniel Negreanu te verslaan. Daarmee won hij $15.306.668,-, op dat moment de op een na hoogste hoofdprijs ooit in een pokertoernooi.
Colman vulde zijn totaal aantal titels in 2014 verder aan door in augustus het $5.300 No Limit Hold'em Main Event van de Seminole Hard Rock Poker Open in Hollywood te winnen (goed voor $1.446.710,-) en in de eerste week van oktober ook het £60,000 No Limit Texas Hold'em Main Event van WPT Alpha8 in Londen (goed voor $957.396,-). Tussendoor werd hij in juli nog derde in het  $100.00 No Limit Hold'em-toernooi van Aria $100k Super High Roller in Las Vehas) (goed voor $796.821,-) en tweede in het €48.500 + 1.500 No Limit Hold'em - Super High Roller-toernooi van EPT/Estrellas Poker Tour in Barcelona (goed voor $1.118.479,-).
Colmans verdiensten in toernooipoker in 2014 bedroegen in totaal meer dan €22.000.000,-. Daarmee bereikte hij met zijn carrièretotaal in november van dat jaar de derde plaats op de ranglijst van best verdienende toernooispelers aller tijden, terwijl hij een jaar eerder nog niet voorkwam in de top 1000 daarvan.

## 'Anti-publiciteit'
Colman gaf in het begin van zijn professionele carrière interviews, maar ging daar later meer en meer van afzien. Ook weigert hij zoveel mogelijk om over zijn prestaties te praten met verslaggevers en organisators, te poseren voor publiciteitsfoto's, te verschijnen voor camera's en deel te nemen aan promoties voor poker in het algeheel. Zo gaf hij ook geen interviews na zijn overwinningen in het €98.000 + 2.000 No Limit Hold'em - Super High Roller-toernooi van de EPT Grand Final 2014 en het $1.000.000 No Limit Hold'em - The Big One for One Drop-toernooi van de WSOP 2014. Zijn vriend en collegapokerprof Olivier Busquet publiceerde een poging dit uit te leggen op zijn Twitter-account. Busquet vertelt hierin dat Colmans beweegredenen liggen in zijn ervaringen in de pokerwereld. Hij heeft hierin mensen aan de grond en in depressies zien raken door een gebrek aan zelfcontrole, door met banen en opleidingen te stoppen om te pokeren en door andere kansen in het leven mis te lopen vanwege poker. Colman vindt dat het merendeel van de representaties van poker op televisie misleidend zijn, hier geen aandacht aan besteden en zich alleen focussen op het relatief minieme groepje spelers voor wie het pokeren een succesverhaal is. Daarom weigert hij mee te werken aan de promotie hiervan, aldus Busquet. Daarnaast, vertelt Busquet, walgt Colman van de obsessie voor geld en verafgoding van beroemdheden die hij waarneemt in de maatschappij. Hij is tegen het promoten van hyper-individualisme, consumentisme en materialisme, zaken die in zijn ogen schadelijk zijn voor de samenleving en waar de beeldvorming rondom poker aan meewerkt. Ten slotte voelt Colman zich niet comfortabel voor het oog van een camera, waardoor hij denkt dat hij zijn ideeën hierover niet zou kunnen verwoorden zoals hij dat wil in een interview.

## WSOP-titels
| Jaar                       | Toernooi                                               | Prijs         |
| -------------------------- | ------------------------------------------------------ | ------------- |
| World Series of Poker 2014 | $1.000.000 No Limit Hold'em - The Big One for One Drop | $15.306.668,- |